# Ordoño IV av León
Ordoño IV av León, kallad el Malo (”den dålige”)  (circa 925-Córdoba, 963), var kung av León mellan 958 och 960, son till Alfonso IV och drottningen  Onneca Sánchez de Pamplona.

## Biografi
Ordoño IV var son till Alfonso IV de León och brorson till Ramiro II. Efter Ordoño III:s död 956, och under pågående allvarliga uppror, valdes han till kung av adeln i León vilka avsatte hans kusin Sancho I.
Nästan ingenting är känt om hans mandat, vilket var mycket kort. Enligt historikern Manuel Carriedo Tejedo gjorde han aldrig anspråk på kronan. Han hade fått den efter intriger och manipulationer av sin sedermera svärfar, greve Fernán González. Han kände sig oförmögen att möta sina fiender och flydde oavbrutet. Ordoño slutade sina dagar i Córdoba, där han försökte skapa sig en armé för att möta sin kusin Sancho I.
I slutet av 959, när Ordoño  fick veta att Sancho I närmade sig León tillsammans med Córdoba-armén, tog han sin tillflykt till Asturien. Omkring 961 fann han skydd i Burgos, men han blev tvungen att ge sig av och även överge sin fru i den staden när han förlorat sin svärfars gunst, greve Fernán González, som hade svurit trohet till Sancho I. Han sökte förgäves stöd från kalifen Abd ar-Rahman III, som hade återlämnat den leonesiska tronen till sin rival Sancho I. Kalifen dog i oktober 961 och Ordoño fick vända sig till hans son och efterträdare, Al-Hakam II. Till slut överlämnade han sig till general Gálib i Medinaceli som tog honom till Córdoba där han dog 962 eller 963. Efter hans död fördes hans kvarlevor till León där de begravdes i kyrkan San Salvador de Palat del Rey.